# Мали-Буковец
Мали-Буковец (хорв. Mali Bukovec) — община с центром в одноимённом посёлке на севере Хорватии, в Вараждинской жупании. Население — 852 человека в самом посёлке и 2507 человек во всей общине (2001). Подавляющее большинство населения — хорваты (98,84 %). В состав общины, кроме Мали-Буковца, входят ещё 5 деревень. Посёлок находится в 2 км к востоку от посёлка Велики-Буковец и в 8 км к северо-востоку от города Лудбрег. Посёлок стоит на берегу реки Бедни, которая двумя километрами ниже впадает в Драву. Мали-Буковец находится в широкой долине Дравы, известной как Подравина, со всех сторон окружён сельскохозяйственными угодьями.